# Марс 1969А
Марс 1969А също познат като Марс 69А в съветската документация е била едната от двете идентичните сонди (другата Марс 1969Б), всяка съдържаща орбитираща и атмосферна сонда. Мисията никога не е била официално обявена от Съветското правителство.
Космическият апарат е имал за цел да заснеме марсианската повърхност посредством три камери, като снимките са били кодирани при пращането им към Земята като телевизионни сигнали. Сред научното оборудване има още радиометър, няколко спектрометри и детектор засичащ водни изпарения от повърхността на Марс. Двата апарата от типа Марс 2М са изстреляни през 1969 г. като част от програма Марс. Нито едно от двете изстрелвания не е успешно.
След две години развитие на програмата, Марс 69А е изстрелян на 27 март 1969 на върха на ракета Протон-К, модел SL-12. Първите две степени на ракетата са оперирали с номинална стойност, но е станала авария в третата степен след 438,66 секунди след изстрелването, карайки турбопомпата да се изключи и да се появи огън, довеждайки до експлозия. Остатъците са паднали над планината Алтай.